# Jakob August Hünerwolff
Jakob August Hünerwolff (auch Jacob August Hünerwolf, * 11. Dezember 1644 in Arnstadt; † 1694) war ein deutscher Mediziner und Stadtphysicus von Arnstadt in Thüringen.

## Leben
Jacob August Hünerwolff studierte an der Universität Jena und der Universität Altdorf Medizin. Später wirkte er zunächst als Arzt in Neustadt an der Orla, bevor er Physicus und als Nachfolger von Jeremias Rhetius Stadtphysicus von Arnstadt wurde.
Am 20. Januar 1685 wurde Jacob August Hünerwolff mit dem akademischen Beinamen Actuarius als Mitglied (Matrikel-Nr. 128) in die Leopoldina aufgenommen.

## Schriften
- Disputatio de fluore albo mulierum. Jena 1666 Digitalisat
- Theses Medicae Inaugurales De Variolis. Altdorf 1669 Digitalisat
- Anatomia Paeoniae. In Qua Natales Et Qualitates Paeoniae, Itemque Praeparationes Et Medicamenta Ex Ea Varia Cum Virtutibus Et Usu Ad Plurimos Humani Corporis Affectus Exhibentur. Meurerus, Arnsteti 1680 Digitalisat